# Truthühner

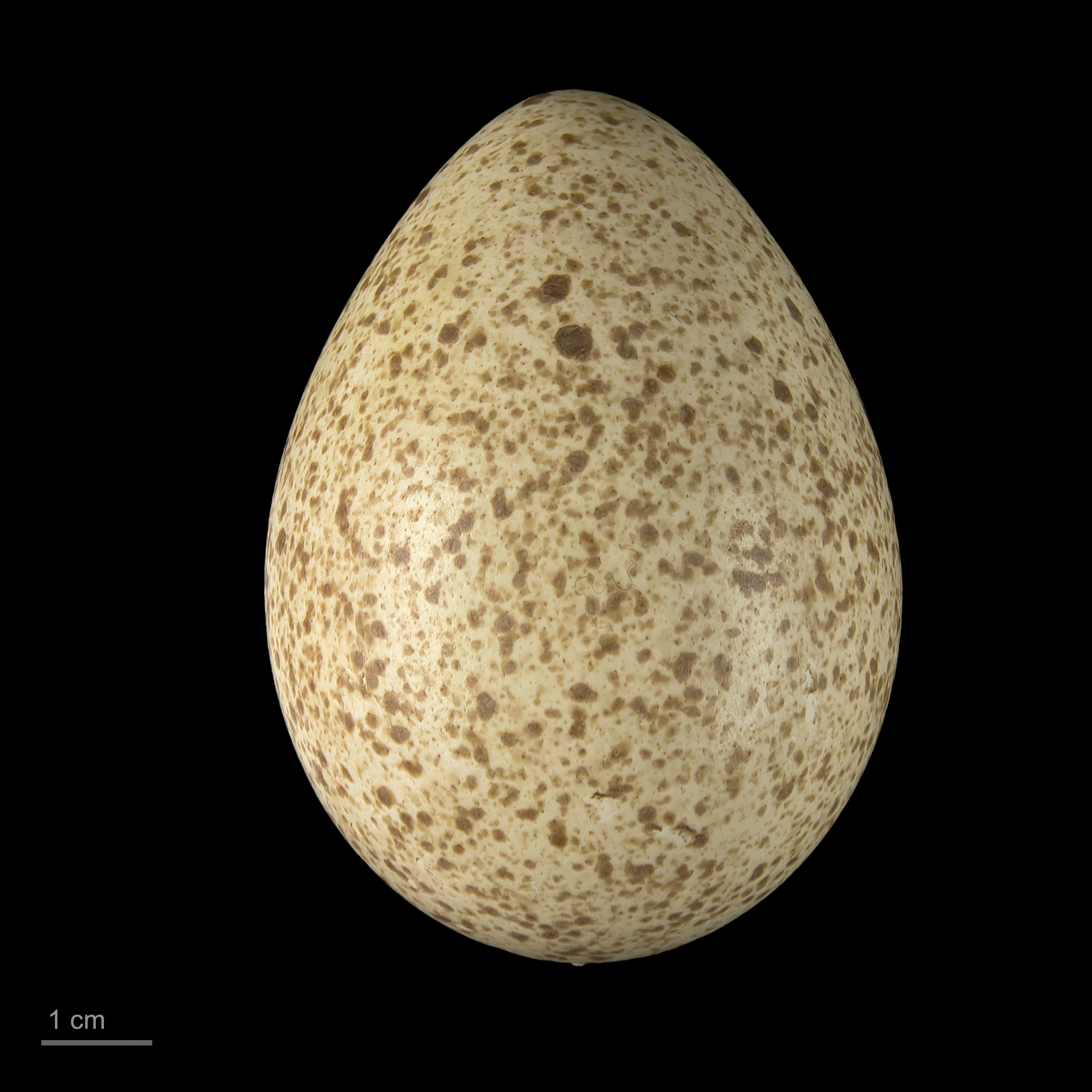
Meleagris gallopavo

Die Truthühner (Meleagris) sind eine Gattung der Fasanenartigen, deren beide Arten in der freien Natur auf Nord- und Mittelamerika beschränkt sind. Die deutlich bekanntere Art ist das eigentliche Truthuhn, während das Pfauentruthuhn sehr viel seltener ist.

## Merkmale
Männliche Truthühner erreichen im Stand eine Höhe von 1 m und ein Gewicht von 10 kg. Weibchen sind etwas kleiner und viel leichter (90 cm, bis 5 kg), aber immer noch sehr viel größer als alle anderen Hühnervögel Nordamerikas. Das eigentliche Truthuhn und das Pfauentruthuhn unterscheiden sich zwar in der Gefiederfarbe voneinander, sind aber im Skelettbau nahezu identisch.
Der schwerfällige Körper weist einen hauptsächlich bodenbewohnenden Vogel aus, der auch auf der Flucht eher läuft als fliegt. Die kräftigen Beine sind mit je einem bis 3,5 cm langen Sporn am Tarsometatarsus ausgestattet. Die Flügel ermöglichen einen kräftigen Flug über kurze Strecken. Bei diesem wechseln sich schnelle Flügelschläge mit Gleitphasen ab. Fluggeschwindigkeiten von 100 km/h können erreicht werden.
Das Gefieder ist in der Regel dunkelbraun und schwarz und hat vor allem beim Männchen einen metallischen Schimmer in Grün- und Rottönen. Kopf und Hals sind beim Männchen unbefiedert. Ein lappenartiger Fortsatz (Karunkel) entspringt über dem Schnabel; dieser wird 6 bis 8 cm lang und hängt quer oder längs über den Schnabel. Die nackten Hautpartien werden zur Brutzeit besonders leuchtend, beim eigentlichen Truthuhn verändern sie auch ihre Farben.

## Verbreitung und Lebensraum

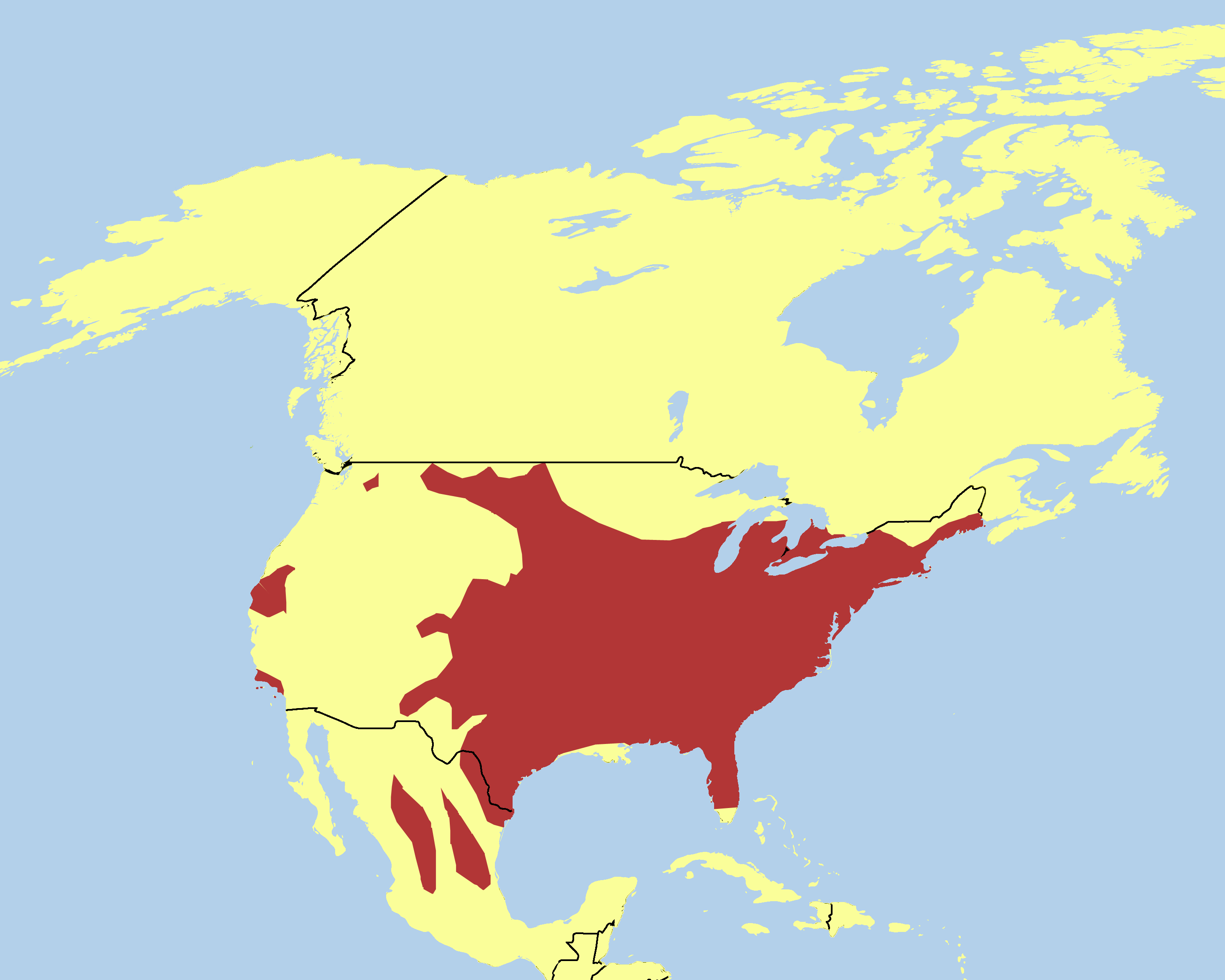
Verbreitungsgebiet von M. gallopavo

Das Verbreitungsgebiet reicht vom Südrand Kanadas über die USA und Mexiko bis nach Belize und Guatemala. Domestizierte Truthühner sind heute weltweit zu finden.
Der ideale Lebensraum sind Wälder mit großzügigen Lichtungen oder Waldränder. Truthühner brauchen dichtes Unterholz, um sich darin verbergen und dort brüten zu können, Bäume als Schlafplätze und grasbewachsene Flächen für die Nahrungssuche. Das Wildtruthuhn ist inzwischen zum Kulturfolger geworden und ist auch in den Parks der Vorstädte heimisch geworden.

## Lebensweise

### Aktivität
Truthühner sind tagaktive Vögel, die – abgesehen von der Brutzeit – gesellig leben. Es gibt Verbände von Hennen und deren Nachkommen sowie reine Männchenverbände. Die Gruppen bestehen aus sechs bis zwanzig Tieren. Obwohl es eher lockere Verbände sind, deren Zusammensetzung häufig wechselt, gibt es eine feste Hackordnung, die durch Aggressionsverhalten und gelegentliche Kämpfe aufrechterhalten wird.
Der Tag wird am Boden verbracht, als Schlafplätze dienen dagegen Bäume, heutzutage auch Hochspannungsmasten und Gebäude.

### Ernährung
Junge Truthühner fressen am Anfang ihres Lebens ausschließlich Insekten. Dabei vertilgen sie etwa 3000 bis 4000 Insekten am Tag. Ab der sechsten Lebenswoche nehmen sie erstmals auch pflanzliche Nahrung. Ausgewachsene Truthühner fressen dann fast ausschließlich Pflanzen und nehmen Insekten nur noch als Beikost. Gefressene Pflanzen sind im Sommer Samen, Beeren und Nüsse, im Winter werden Wurzeln ausgegraben oder Baumknospen gefressen. In harten Wintern können Truthühner bis zu zwei Wochen ohne Nahrung überstehen; sie verlieren dann bis zu 50 % ihres Körpergewichts, erholen sich davon aber wieder.
Zur Unterstützung der Verdauung schlucken Truthühner Gastrolithen.

### Fortpflanzung

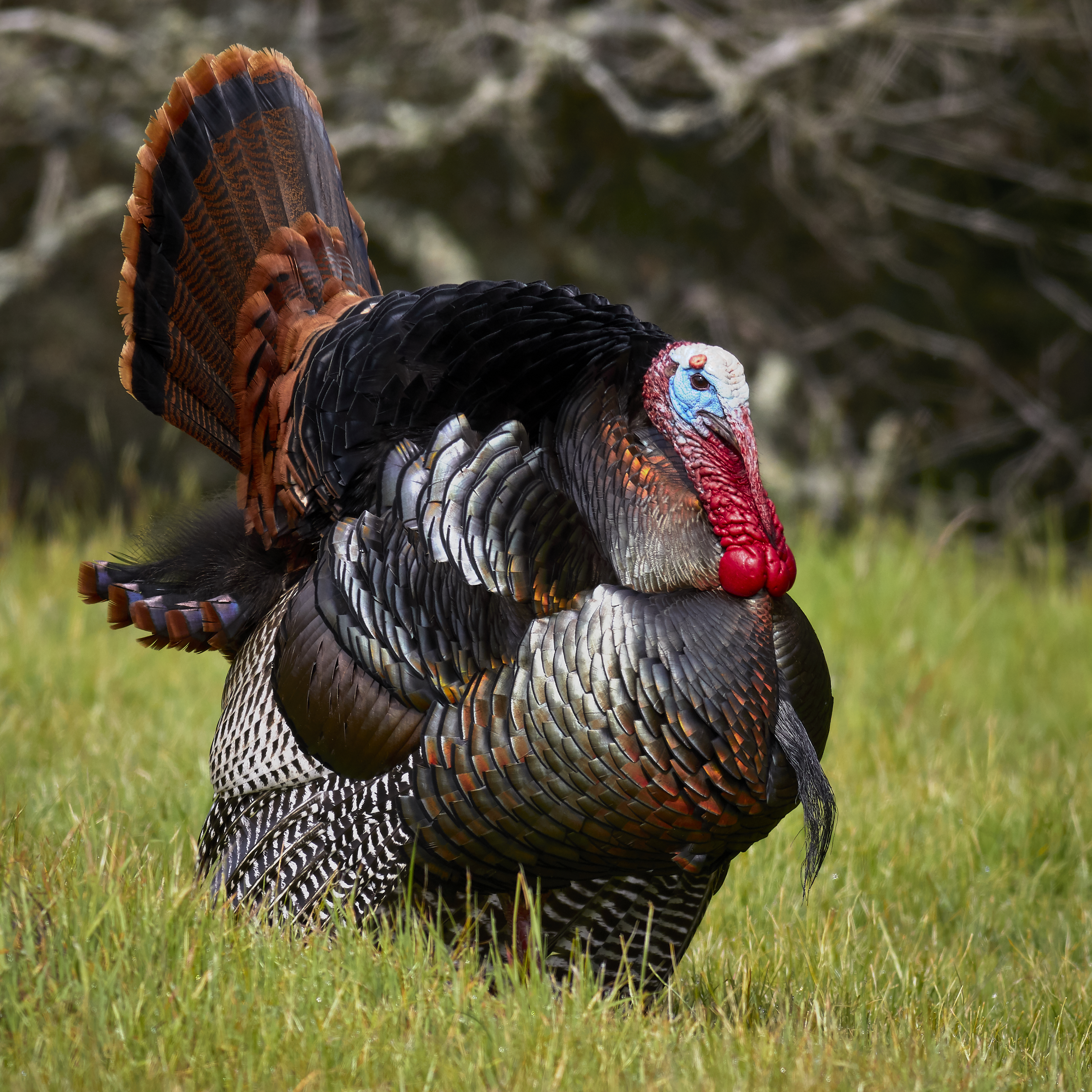
Truthahn mit aufgeplustertem Gefieder

Zur Balzzeit kollern die Hähne, um eine Henne anzulocken. Zur Balz plustern sie ihre Federn auf, spreizen die Schwanzfedern und blasen ihren Halssack auf. Wilde Truthähne balzen synchron in Brudergemeinschaften, wobei immer nur der ranghöchste Bruder eine Henne begattet. Die Begattung dauert hier etwa vier Minuten.
Als Bodenbrüter nutzt die Henne eine Mulde am Boden als Nest zur Ablage für ihr Gelege. Die acht bis fünfzehn Eier sind cremefarben, mit braunen Flecken versehen, zirka 6 × 4,5 cm groß und werden 28 Tage lang bebrütet.
Truthühner haben eine maximale Lebensdauer von zehn Jahren, werden aber meistens nicht älter als fünf Jahre.
Außergewöhnlich bei der Fortpflanzung ist, dass Truthühner Parthenogenese betreiben können, also auch unbefruchtete Eier ausbrüten können. Die geschlüpften Truthühner sind dann jedoch nicht so überlebensfähig wie Küken aus befruchteten Eiern. Die durch Parthenogenese entstandenen Küken sind durchweg männlich und versterben oftmals vor dem Erreichen der Geschlechtsreife (siehe Truthuhn).

## Feinde
Da Truthühner am Boden brüten, sind die Eier und Jungen Feinden in besonderer Weise ausgesetzt. Vor allem Rotfuchs, Graufuchs, Skunk und Waschbär werden den Bruten gefährlich. Ausgewachsene Vögel werden von Kojoten, Rotluchsen und Steinadlern geschlagen.

## Stammesgeschichte und Systematik

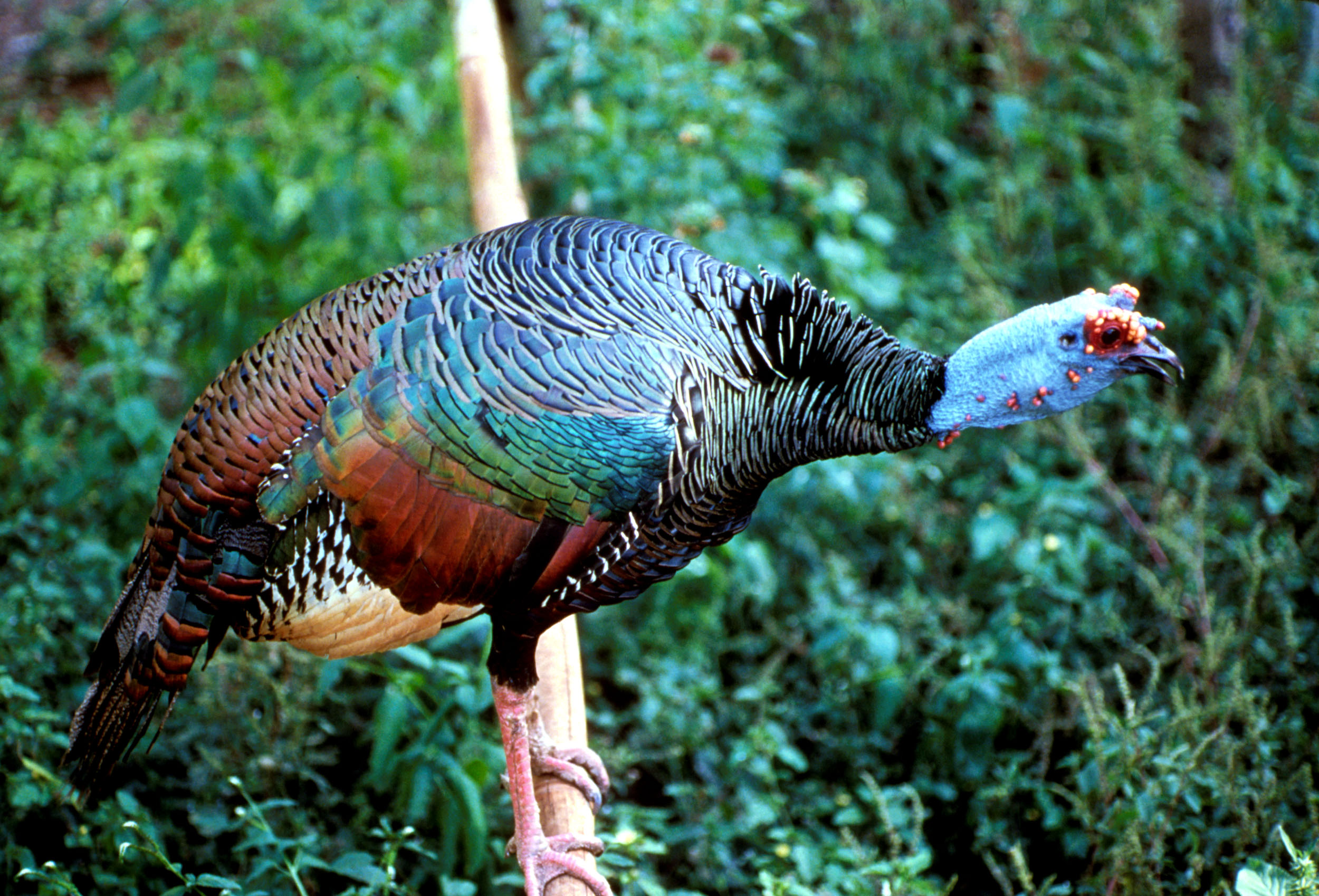
Pfauentruthuhn

Der Ursprung der Truthühner wird im Miozän in Mittelamerika vermutet. Aus dem Pliozän und Pleistozän sind zahlreiche fossile Truthühner bekannt. Die Funde zeigen, dass die Gattung bis ins Pleistozän auch im Norden Südamerikas verbreitet war, wo es heute keine Truthühner mehr gibt.
Truthühner werden oft in einer eigenen Familie Meleagrididae geführt. Dies ist jedoch nicht haltbar, da die Fasanenartigen dann paraphyletisch wären. Die richtige Stellung ist daher innerhalb der Fasanenartigen. Die beiden Arten werden heute meistens einer gemeinsamen Gattung Meleagris zugeordnet. Die Stellung des Pfauentruthuhns in eine eigene Gattung Agriocharis ist nicht mehr üblich, da beide Truthuhn-Arten miteinander kreuzbar sind und auch fruchtbare Nachkommen hervorbringen können.
Es werden diese Arten unterschieden:
- Truthuhn (Meleagris gallopavo) mit der domestizierten Form, dem Haustruthuhn; Kanada, USA, Mexiko
- Pfauentruthuhn (Meleagris ocellata); Mexiko, Belize, Guatemala

## Menschen und Truthühner
Das eigentliche Truthuhn spielte bereits für die indianischen Völker eine überragende Rolle als Fleischlieferant. Sie domestizierten es auch, und die Spanier brachten es aus Mexiko nach Europa. Eine ausführliche Darstellung der Bedeutung des Truthuhns für den Menschen befindet sich im Artikel Truthuhn. Die Bedeutung des Pfauentruthuhns für den Menschen war stets viel geringer.

## Namen

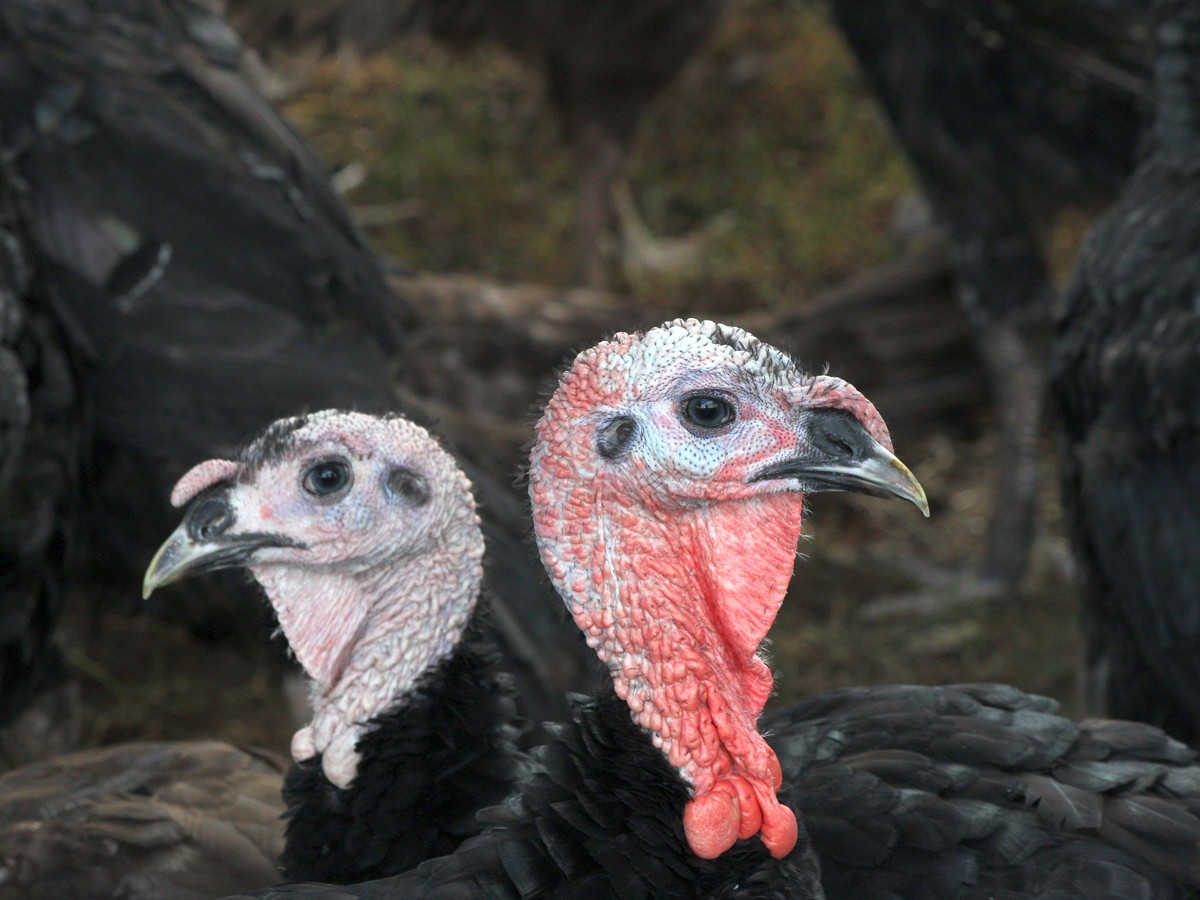
Truthähne in Mecklenburg

Der Namensbestandteil Trut- wird etymologisch als Lautmalerei auf den Ruf trut-trut des Tiers bzw. auf den entsprechenden Lockruf seines Halters oder auch auf mittelniederdeutsch droten („drohen“, altnordisch þrutna „anschwellen“, altenglisch þrutian „vor Zorn oder Stolz schwellen“) und damit auf die typische Drohgebärde des Tiers zurückgeführt. Der älteste hochdeutsche Nachweis für diesen Namen stammt von 1673 (Christian Weise, Die drei ärgsten Erznarren: „einem Calecutischen Hahn, oder wie man das zahme Wildpret auf hoch Teutsch nennet, einem Truthahn“).
Der Name turkey („türkischer Hahn“) bezeichnete im Englischen ursprünglich das Perlhuhn, weil dieses aus Numidien über die Türkei nach Europa kam, und wurde dann nach der Entdeckung der Neuen Welt irrtümlich auch auf Truthühner übertragen (so belegt seit 1555). Die gleiche Übertragung liegt vor bei dem von Carl von Linné gewählten wissenschaftlichen Namen Meleagris. Denn griech. μελεαγρίς, lat. meleagros (oder auch gallina africana, „afrikanisches Huhn“), hieß in der griechisch-römischen Antike das Perlhuhn, mit einem wahrscheinlich aus Lautmalerei entstandenen Namen, der in der griechischen Mythologie in Verbindung gebracht wurde mit dem Namen des Meleagros: danach wurden die Schwestern des Meleagros, die Meleagriden, von der Göttin Artemis in Perlhühner verwandelt und weinen seither über den Tod des Bruders Tränen, aus denen der Bernstein entsteht.
Indisches oder (belegt seit 1531) Indianisches Huhn, frz. coq d’Inde (zuerst 1548, „Hahn Indiens“, vgl. frz. Bezeichnung „dinde“ für Truthuhn), wurde das Truthuhn in der Frühen Neuzeit genannt, unter Verselbigung Indiens mit dem „Neuen Indien“ Amerika. Auch kalkutisches Huhn (1555), daraus dann Kalikuter (1750), Kalekuten und Kutschhahn, wurde es gelegentlich genannt, nach dem Namen der Stadt Kalikat (engl. Calicut), von der aus die Portugiesen ihr ostindisches Reich gründeten, und die zum Synonym für exotische, weite Ferne wurde. Im niederländischen Kalkoen wurde diese Assoziation mit Kalikat bewahrt. Auch die Bezeichnung Indian wurde früher benutzt.
Mundartlich ist die Bezeichnung als Indianisch, Indianer oder in der Steiermark als Janisch in einigen Regionen bis in die jüngere Zeit in Gebrauch geblieben. Die in der Steiermark gebräuchliche scherzhafte Bezeichnung des tafelfertig angerichteten Truthahns als windischer Spatz soll dagegen nicht von der (indi-)janischen Herkunft abgeleitet sein, sondern damit zusammenhängen, dass dort besonders die slowenische Bevölkerungsgruppe der „Windischen“ als Züchter und Lieferanten des Vogels einen Namen hatte.
Daneben existiert eine Vielzahl mundartlicher Bezeichnungen, die teils auf die Reizbarkeit oder Zornlaute des Tiers zurückgeführt werden, wie zum Beispiel Kollerhahn (nd. Kullerhaon, ostfries. Kuler), teils auch als Entlehnungen gedeutet werden, wie das in Teilen Österreichs gebräuchliche Poger, Pogger(lein), Pockerl von ungarisch mundartlich poka < pulyka.